# Златуноаја (Ботошани)
Златуноаја (рум. Zlătunoaia) насеље је у Румунији у округу Ботошани у општини Лунка. Oпштина се налази на надморској висини од 169 m.

## Становништво
Према подацима из 2002. године у насељу је живело 2179 становника, од којих су сви румунске националности.